# Aérodrome de Guéret - Saint-Laurent
L’aérodrome de Guéret - Saint-Laurent (code OACI : LFCE) est un aérodrome civil, ouvert à la circulation aérienne publique (CAP), situé sur la commune de Saint-Laurent à 6 km à l’est de Guéret dans la Creuse (région Nouvelle-Aquitaine, France).
Il est utilisé pour la pratique d’activités de loisirs et de tourisme (aviation légère, vol en planeur et aéromodélisme).

## Installations
L’aérodrome dispose d’une piste bitumée orientée est-ouest (04/22), longue de 675 m et large de 20.
L’aérodrome n’est pas contrôlé. Les communications s’effectuent en auto-information sur la fréquence de 123,500 MHz.
S’y ajoutent :
- une aire de stationnement ;
- des hangars ;
- une station d’avitaillement en carburant (100LL)[2].

## Activités
- Aéroclub de la Creuse
- Planeurs en Creuse
- Accueil de manifestations culturelles (festival Check-In Party) et associatives.